# Métamodèle d'urbanisme
Un métamodèle d'urbanisme est un diagramme représentant les concepts mis en œuvre dans une démarche d'urbanisation du système d'information.
Un langage de modélisation est souvent utilisé pour le formaliser par exemple un diagramme de classes UML.
Un des premiers méta-modèle proposés pour l'urbanisation informatique est celui de Christophe Longépé dans son ouvrage "Le projet d'urbanisation du SI".

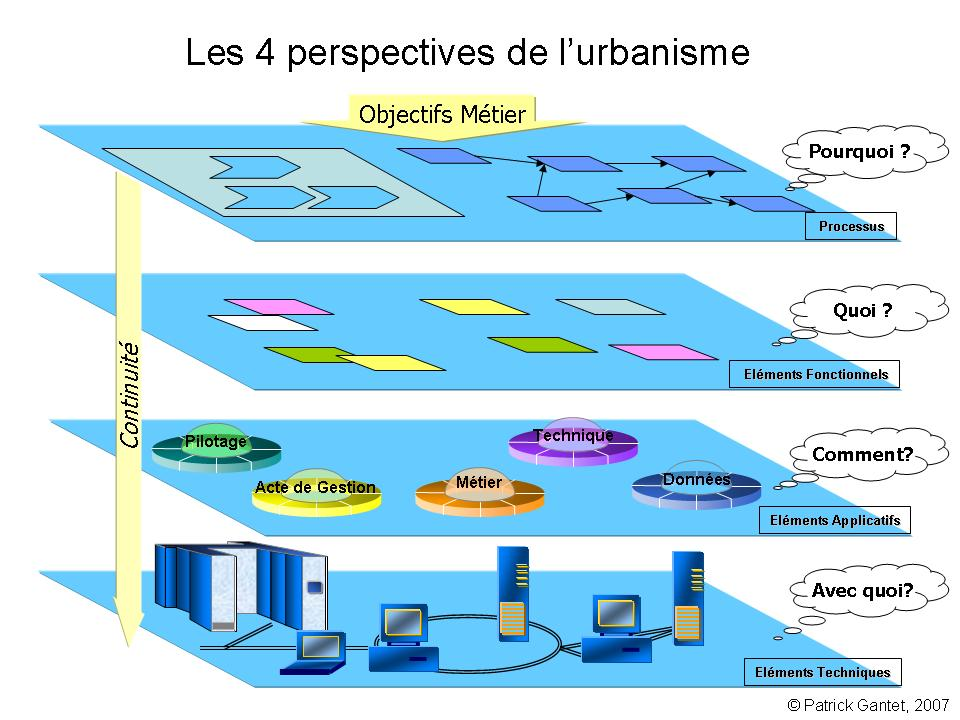
Un exemple de métamodèle : urbanisme sur 4 vues

Il existe aujourd'hui de nombreux métamodèles pour décrire les systèmes d'information. 
L'objectif principal de ce type de diagramme est tout d'abord d'offrir un point de repère et un langage commun pour l'ensemble des parties prenantes du système d'information.
Par exemple, les principes d'urbanisation de type UrbaEA proposent de décomposer le SI en plusieurs vues. Le cadre commun d'urbanisation du SI de l'état (en sa première version) propose 5 niveaux de représentation du SI, et propose une vue "Stratégie" .
L'efficacité de l'utilisation d'un métamodèle d'urbanisme ne peut être obtenue qu'en convainquant les dirigeants de son utilité, c'est-à-dire en mettant en évidence les points sensibles de la démarche d'urbanisation qui correspondent aux enjeux métier, ce que l'on appelle quelquefois l'alignement stratégique.
Cette phase fait partie de la vue stratégique de la démarche d'urbanisation.

## La vue métier: concepts métier
- Macro-processus.
- Processus métier (de différents niveaux : haut, intermédiaire, élémentaire).
- Activité.
- Tâche.
- Action.
- Règles métier
- Structure organisationnelle.

L'objet métier (qu'il soit matériel ou immatériel) intervient dans la vue métier.

## La vue fonctionnelle: concepts du niveau système d'information
- Zone fonctionnelle.
- Quartier fonctionnel.
- Îlot fonctionnel.
- Bloc fonctionnel.
- Fonction / Service fonctionnel.
- Processus fonctionnel.

L'objet métier informationnel (ou 'information') intervient dans la vue fonctionnelle.

## La vue applicative: concepts du niveau système informatique
- Zone applicative.
- Quartier applicatif.
- Îlot applicatif.
- Bloc applicatif.
- Traitement / Service applicatif.
- Processus applicatif.

La donnée conceptuelle (le modèle conceptuel de données, MCD au sens de Merise (informatique)) intervient dans la vue applicative.

## La vue technique: concepts des niveaux logique et physique (optionnel)
Selon les principes retenus, il est possible d'inclure ou non la vue technique dans le métamodèle d'urbanisme. Il n'existe pas de dogme sur ce point. Tout dépend de l'usage qui en est fait dans la démarche d'urbanisation.
Par exemple, cette vue est utile si l'objectif est d'uniformiser les socles techniques du système d'information.
Dans ce cas, la vue technique se subdivise en deux "sous-vues" :
- La vue logique :
  - Application.
  - Flux inter-applicatifs.
  - Base de données.
  - Logiciel de base (système d'exploitation, type de base de données).
  - Gestionnaires de flux (EAI / ESB, ETL, ...).

- La vue physique :
  - Serveurs.
  - Réseaux.

La donnée technique (le modèle physique de données, MPD au sens de Merise (informatique)) intervient dans la vue technique.